# Jardín de Málaga
Jardín de Málaga es un barrio perteneciente al distrito Ciudad Jardín de la ciudad de Málaga, España. Según la delimitación oficial del ayuntamiento, limita al norte con el barrio de Alegría de la Huerta; al nordeste, este y sureste, con la Ronda Este o A-7; al sur, limita con el barrio de Hacienda Los Montes; y al oeste con el barrio de Ciudad Jardín, que da nombre al distrito.

Organismo Oficiales:
JUNTA MUNICIPAL DE DISTRITO  3 CIUDAD JARDÍN. 
Dirección: ALCALDE NICOLÁS MAROTO 18. Teléfono: 951926043  Fax: 951926043 
Horario de atención al público : De lunes a viernes de 9:00 a 14:00 horas.
Asociación de vecinos Pablo Picasso Jardín de Málaga sin ánimo de lucro)1978 
CL Marqués de Mantua 2. teléfono: 621070072 
Equipamiento Municipal:
Biblioteca Dámaso Alonso Dirección: C/ Alcalde Nicolás Maroto, n.º 18
Teléfono: 951 92 61 03
Centro de salud Ciudad Jardín Guadalmedina  
CL Sancho de Miranda, 9   horario: De lunes a viernes 08:00 a 15:00
Teléfono: 
- 951 30 87 70
- 951 30 87 66
- 951 30 87 73

## Transporte
En autobús queda conectado mediante las siguientes líneas de la EMT: 
| Línea | Trayecto                                             | Recorrido | Frecuencia |
| ----- | ---------------------------------------------------- | --------- | ---------- |
| 20    | Los Prados- Alameda Principal - Alegría de la Huerta | Recorrido | 15 minutos |